# 毛叶甘菊
毛叶甘菊（学名：Dendranthema lavandulifolium var. tomentellum）为菊科菊属下的一个变种。

## 扩展阅读
- 維基物種上的相關：毛叶甘菊